# بيتار نيناديتش
بيتار نيناديتش (بالسيريلية الصربية: Петар Ненадић) مواليد 28 يونيو 1986 في بلغراد، جمهورية يوغوسلافيا الاشتراكية الاتحادية، هو لاعب كرة يد صربي يلعب كوسط مدافع. يلعب حاليا مع نادي فوكس برلين لكرة اليد ويحمل الرقم 13. مثل منتخب صربيا لكرة اليد. حقق المركز الأول في ألعاب البحر الأبيض المتوسط 2009.

## المسيرة الاحترافية
لعب مع نادي برشلونة لكرة اليد في الدوري الإسباني في موسم 2007-2008، ثم لعب مع نادي فيسوا بوتسك لكرة اليد من سنة 2012 إلى 2014، ثم لعب مع نادي فوكس برلين لكرة اليد في الدوري الألماني في سنة 2014.

## سجل المنافسة
شارك في البطولات التالية:
- بطولة أوروبا لكرة اليد للرجال 2012
- بطولة أوروبا لكرة اليد للرجال 2014
- بطولة أوروبا لكرة اليد للرجال 2016

## الميداليات
| الميدالية | المسابقة                           |
| --------- | ---------------------------------- |
| فضية      | بطولة أوروبا لكرة اليد للرجال 2012 |
| ذهبية     | ألعاب البحر الأبيض المتوسط 2009    |

## روابط خارجية
- بيتار نيناديتش على موقع الاتحاد الأوروبي لكرة اليد (الإنجليزية)